# Ammisaduqas Venustavla

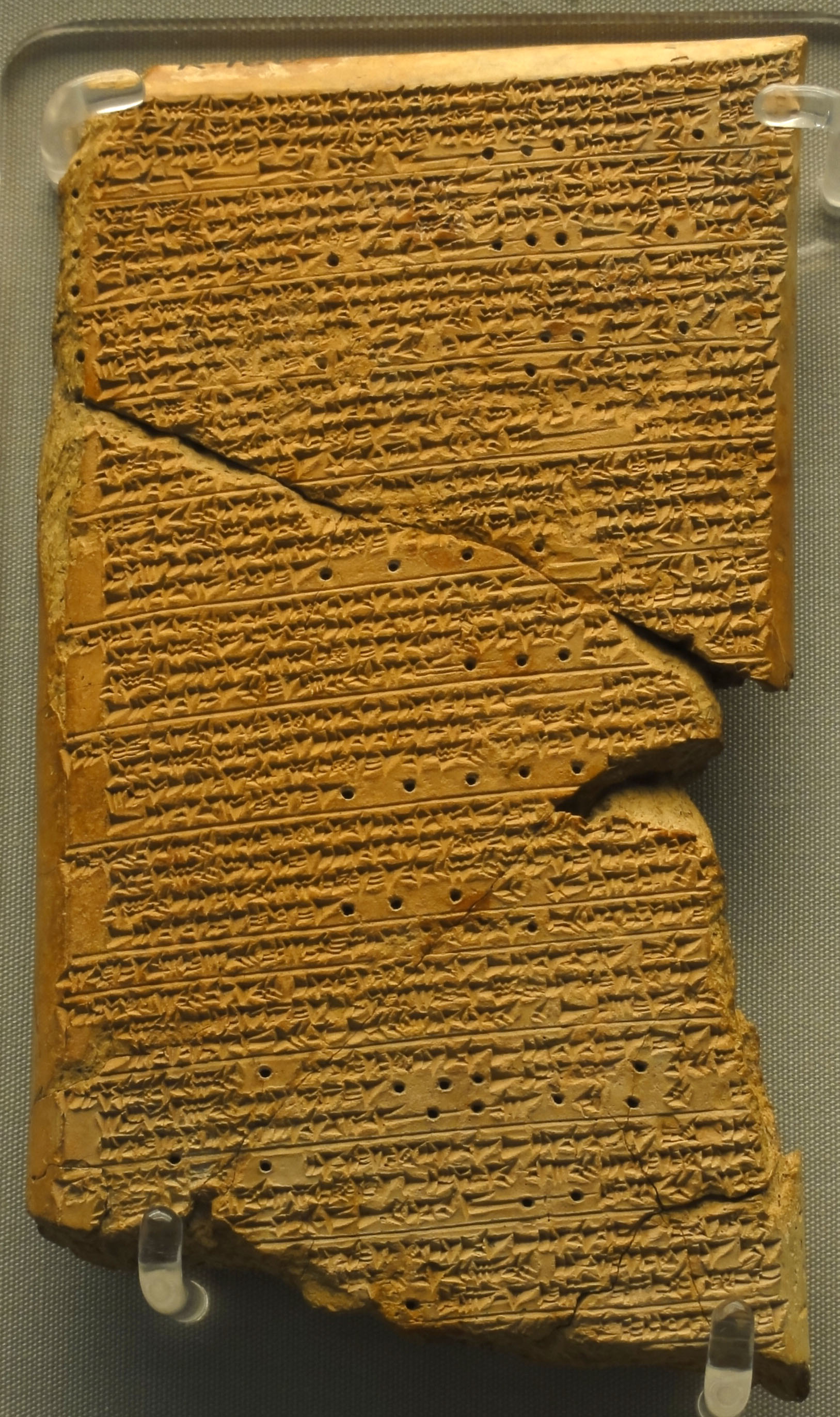
Ammisaduqas Venustavla.

Ammisaduqas Venustavla är en lertavla med kilskrift som består av astronomiska observationer av Venus. 
Den tros ha sammanställts under kung Ammisduqas regeringstid under Babylons första dynasti. Ursprunget till texten är troligtvis från omkring mitten av 1600-talet f.Kr. Venustavlans text som noterar Venus upp- och nedgång inkluderades senare i det större verket om omen Enuma Anu Enlil. Observationerna är registrerade över en tidsperiod av 21 år.
Den äldsta kopian av lertavlan hittades i Ashurbanipals bibliotek och finns idag på British Museum. Det finns omkring tjugo kända kopior av texten, men många är bara fragment.